# Ralph Abraham
Ralph H. Abraham (Burlington, Vermont, 4 de julho de 1936) é um matemático estadunidense. É membro do departamento de matemática da Universidade da Califórnia em Santa Cruz desde 1968.

## Publicações
- 1978. Foundations of Mechanics, 2a ed. Com J.E. Marsden
- 1982. Manifolds, Tensor Analysis, and Applications, 2a ed. Com J.E. Marsden e T. Ratiu
- 1992. Dynamics, the Geometry of Behavior, 2a ed. Com C.D. Shaw
- 1992. Trialogues on the Edge of the West. Com Terence McKenna e Rupert Sheldrake
- 1992. Chaos, Gaia, Eros
- 1995. The Web Empowerment Book. Com Frank Jas e Will Russell
- 1995. Chaos in Discrete Dynamical Systems. Com Laura Gardini e Christian Mira
- 1997. The Evolutionary Mind. Com Terence McKenna e Rupert Sheldrake
- 2000. The Chaos Avant-garde. Com Yoshisuke Ueda